# پیرس ۳۳۰۴
سیارک ۳۳۰۴ (به انگلیسی: 3304 Pearce، نامگذاری:1981EQ21) سه هزار و سیصد و چهارمین سیارک کشف شده‌است که در ۲ مارس ۱۹۸۱ کشف شد.
قدر مطلق سیارک برابر ۱۳٫۲۰ است.